# As Aventuras de Huckleberry Finn (anime de 1976)
Huckleberry no Bouken (ハックルベリィの冒険, traduzido como As Aventuras de Huckleberry) é um anime de 1976 baseado no romance As Aventuras de Huckleberry Finn de Mark Twain.  Foi a primeira versão em anime das duas de Huckleberry Finn. A segunda versão de Huck Finn foi feita em 1994, intitulada Huckleberry Finn Monogatari. Em Portugal a série estreou em 1992 na RTP2 e depois em 1998 na SIC, ambas com dobragem portuguesa.

## Enredo
Huckleberry Finn tinha sido adotado pela viúva de Douglas; mas é sequestrado por seu pai, que é um alcoólico. Huck finge sua própria morte e foge para a ilha de Jackson. Ali ele se encontra com Jim, um escravo fugitivo da Senhorita Watson, a irmã da viúva de Douglas. Jim foge porque a Senhorita Watson decidiu vendê-lo por 800 dólares. Huckleberry Finn e Jim decidem navegar juntos pelo Rio Mississípi em uma jangada. Huck o faz para escapar de seu pai; junto com Jim em busca de sua liberdade.

## Elenco

### Elenco principal
- Masako Nozawa como Huckleberry Finn
- Yasuo Yamada como Jim

### Elenco adicionais
- Chikao Ōtsuka
- Daisuke Umon
- Kei Tomiyama
- Miyoko Aso
- Reiko Mutō

## Lista de episódios
| Episódio | Título                                   |
| -------- | ---------------------------------------- |
| 1        | Huck Desabrigado                         |
| 2        | Um Pai assustador                        |
| 3        | Cabana de Madeira em uma Madeira Isolada |
| 4        | A Grande Escapada de Huck                |
| 5        | A Morte do Pai                           |
| 6        | O Claro Aperto de Mão                    |
| 7        | Ladrões são Humanos Também               |
| 8        | Jim Está em Perigo                       |
| 9        | O Salvamento de Jim                      |
| 10       | Huck Vagueia pela Casa                   |
| 11       | Não Atire Hearney!                       |
| 12       | Um Acordo de Cavalheiros                 |
| 13       | Após a Luta                              |
| 14       | Na Neblina                               |
| 15       | Huck Proteja a Entrega                   |
| 16       | Mãe Ilusória                             |
| 17       | Meninos Selvagens                        |
| 18       | A Previsão de Jim                        |
| 19       | Corra, Huck                              |
| 20       | €3 Tarifas                               |
| 21       | O Rei e o Conde                          |
| 22       | Um Avô da Inglaterra                     |
| 23       | Mary Sorria                              |
| 24       | Jim é Vendido                            |
| 25       | Escape, Jim                              |
| 26       | Huck de Volta ao Lar                     |

## Banda sonora
|                       |                           | Cantor                     | Descrição            |
| --------------------- | ------------------------- | -------------------------- | -------------------- |
| Hora Huckleberry Finn | Vá Além, Huckleberry Finn | Mitsuko Horie e Korogi '73 | Tema de Abertura     |
| Kawa no Uta           | A Canção do Rio           | Mitsuko Horie e Korogi '73 | Tema de Encerramento |